# Ona
|  | Per a altres significats, vegeu «Ona (desambiguació)». |

Una ona és una pertorbació que es propaga transportant energia i quantitat de moviment, però sense transport de matèria. La pertorbació pot ser una variació periòdica o no periòdica d'alguna propietat, com, per exemple, una variació de la pressió en el cas del so o el camp elèctric i magnètic en el cas de les ones electromagnètiques. Les ones que necessiten un medi físic per propagar-se reben el nom d'ones mecàniques; el so o les onades en serien dos exemples. En canvi, les ones electromagnètiques no necessiten un medi material sobre el qual propagar-se, per això poden transportar energia en el buit.

## Exemples d'ones
- Ones marines: pertorbacions que es propaguen per l'aigua (vegeu tsunami).[2]
- Ones sonores: una ona mecànica que es propaga per l'aire, un líquid o fins i tot un sòlid, d'una freqüència detectable per l'oïda.[3]
- Ones sísmiques: (causants dels terratrèmols) són similars (n'hi ha de tipus S, P i L).[4]
- La llum, la ràdio, els raigs X, les microones… formen ones electromagnètiques.[5]

## Característiques
Les ones tenen les següents característiques:
1. Amplitud: L'amplitud d'una ona és l'elongació màxima, és a dir, l'altura d'un cim o una vall de l'ona. Està estretament relacionada amb l'energia que porta una ona.
2. Longitud d'ona: Distància entre dos cims o dues valls de l'ona. És la distància entre qualsevol parella de punts corresponents consecutius. Es representa amb el símbol λ.
3. Període: Temps que triga l'ona a recórrer una distància igual a la seva longitud d'ona. El període es representa amb la lletra T.
4. Freqüència: El nombre d'oscil·lacions/períodes que es produeixen per unitat de temps. Es mesura en cicles/segon, unitat anomenada hertz (Hz).

## Classificació de les ones
Les ones es poden classificar en funció del medi en què es propaguen, el sentit d'oscil·lació, la forma, les direccions i la durada.

### Segons els medi
- El buit. Les ones que es propaguen pel buit són les ones electromagnètiques. Exemples d'ones electromagnètiques: radiació ultaviolada, radiació infraroja, raigs X, la llum, les ones de ràdio i microones, etc.
- Qualsevol medi material. Les ones que es propaguen per medis materials s'anomenen ones mecàniques. Exemples d'ones mecàniques: so, terratrèmols, les oscil·lacions de les cordes de la guitarra, etc.

### Segons la freqüència de la variació de la pertorbació
Si la pertorbació es repeteix cíclicament, les ones reben el nom de periòdiques; si, a més, segueix un moviment harmònic simple, es denominen ones harmòniques.

### Segons la forma de l'ona
- Ona sinusoidal.
- Ona quadrada.
- Ona triangular.
- Altres formes irregulars.

### Segons el sentit d'oscil·lació
- Ona transversal: El moviment de les partícules és perpendicular a la direcció de propagació de les ones. Per exemple, les ones electromagnètiques i les ones en una corda.
- Ona longitudinal: El moviment de les partícules és paral·lel a la direcció de propagació de l'ona. Per exemple, el so.

### Segons les direccions
- Ona lineal: una direcció.
- Ona plana: dues dimensions.
- Ona tridimensional: tres dimensions; en són exemples el so i la llum.

### Segons la durada
- Pols d'ona: ona curta en el temps.
- Tren d'ones: ona llarga en el temps.

## Propietats

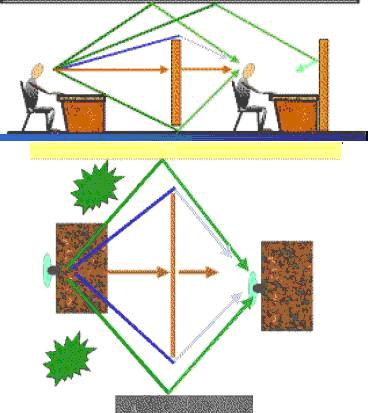
En la il·lustració, la línia blava representa la difracció; la verda, la reflexió, i la marró, la refracció

Totes les ones tenen un comportament comú sota cert nombre de situacions. Totes les ones poden experimentar: 
- Principi de Huygens - Tot punt d'un front d'ona actua com un focus emissor d'ones.
- Reflexió - Quan una ona canvia la direcció de propagació degut a l'impacte amb un material reflector.
- Refracció - Canvi de direcció de les ones pel fet que penetren en un nou medi.
- Difracció - Expansió cap als costats de les ones, per exemple, quan han passat per un forat petit, basat en el principi de Huygens.
- Interferència - Suma de dues ones que entren en contacte entre elles.
- Dispersió - Descomposició d'una ona (depenent de la freqüència).
- Polarització - Una ona és polaritzada si només pot oscil·lar en una direcció. Només les ones transversals es poden polaritzar. En les longitudinals, l'oscil·lació té lloc només en la direcció de propagació de l'ona; per tant, no té s,entit parlar de polarització.

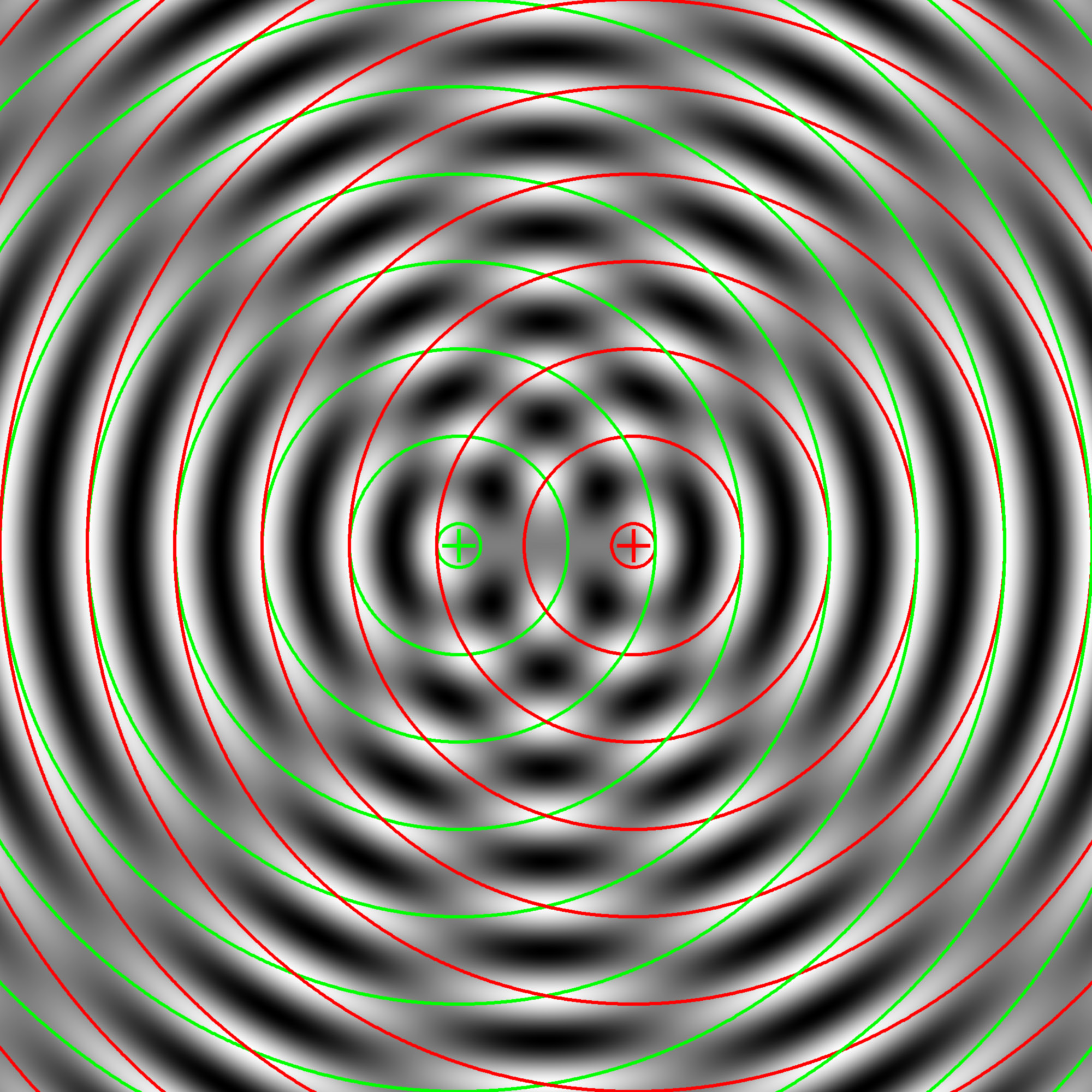
Interferència entre dues ones

### Polarització
Les ones transversals poden ser polaritzades. Les ones no polaritzades poden oscil·lar en qualsevol direcció del pla perpendicularment a la direcció de propagació, mentre que les ones polaritzades oscil·len només en la direcció perpendicular a la línia de propagació.

## Descripció física d'una ona

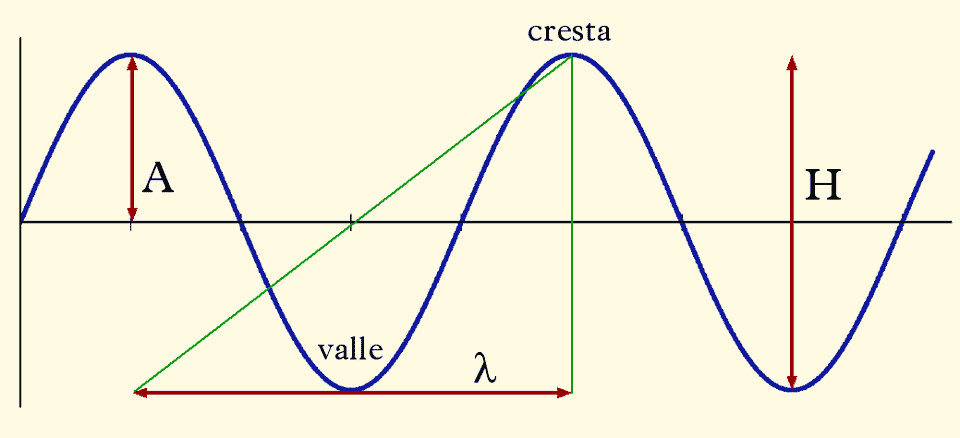
Paràmetres d'una ona

Tal com s'ha vist en les característiques, les ones es poden descriure usant un nombre de variables estàndard que inclouen: freqüència, pulsació (o freqüència angular), longitud d'ona, amplitud, període, nombre d'ona i velocitat de fase.
Quan les ones s'expressen matemàticament, també s'usa la freqüència angular (ω, radians/segon); està relacionada amb la freqüència f per la relació:
{\displaystyle \omega =2\pi f}
La velocitat de fase es pot calcular amb la relació:
{\displaystyle v=\lambda \cdot f}
on λ és la longitud d'ona (en metres).
El nombre d'ona és una magnitud que es mesura en radians/metre (rad/m), i s'obté de la relació:
k=2π/λ

## Descripció matemàtica d'ones unidimensionals

### Equació d'ones
En general, no totes les ones són sinusoidals. Un exemple d'ona no-sinusoidal és un pols que es propaga per una corda en terra. En general, qualsevol funció de {\displaystyle x}, {\displaystyle y}, {\displaystyle z} i {\displaystyle t} que és una solució no trivial a l'equació d'ones. L'equació d'ones és una equació diferencial que descriu el pas d'una ona harmònica per un medi. L'equació té diferents formes depenent de com es transmet l'ona i en quin medi.
Considerem una ona transversal viatgera, que pot ser un pols en una corda (el medi). Considerem que la corda té una sola dimensió espacial. Considerem que aquesta ona viatja

Longitud d'ona λ, es pot mesurar entre dos punts corresponents a una forma d'ona

- en la direcció {\displaystyle x} a l'espai. Per exemple, sigui l'eix positiu {\displaystyle x} representatiu de sentit cap a la dreta, i l'eix {\displaystyle x} negatiu de sentit cap a l'esquerra.
- amb amplitud constant {\displaystyle u}
- i amb velocitat constant {\displaystyle v}, on {\displaystyle v} és
  - independent de la longitud d'ona (no hi ha dispersió)
  - independent de l'amplitud (medi lineal, no no-lineal).[9]
- amb forma d'ona constant

Aquesta ona, aleshores pot ser descrita per les funcions bidimensionals
{\displaystyle u(x,\ t)=F(x-v\ t)} (forma d'ona {\displaystyle F} que viatja cap a la dreta)
{\displaystyle u(x,\ t)=G(x+v\ t)} (forma d'ona {\displaystyle G} que viatja cap a l'esquerra)
o, més generalment, segons la fórmula de D'Alembert:
{\displaystyle u(x,t)=F(x-vt)+G(x+vt).\,}
representant dues components ondulatòries {\displaystyle F} i {\displaystyle G} que viatgen a través del medi en sentits oposats. Es pot obtindre una representació generalitzada d'aquesta ona com l'equació diferencial parcial
{\displaystyle {\frac {1}{v^{2}}}{\frac {\partial ^{2}u}{\partial t^{2}}}={\frac {\partial ^{2}u}{\partial x^{2}}}.\,}
Les solucions generals estan basades en el Principi de Duhamel.

## Tipologia d'ones

### Tipus d’ones segons la direcció en la qual es propaguen
-  Longitudinals: Aquestes ones es propaguen en paral·lel a la propagació de les seves partícules. Les partícules són atretes a l'arrel de l'augment de la pressió que passa en el focus. Quan la pressió baixa, la partícula torna a la seva posició prèvia. Com a resultat, les capes d'aire, ubicades de manera consecutiva, es van pressionant mútuament.
-  Transversals: Aquestes ones, en oposició amb les anteriors, es caracteritza per tenir una vibració en direcció perpendicular a la vibració de les partícules que la componen. Això s'observa molt, per exemple, en les ones electromagnètiques, siguin de llum o bé sísmiques. Les ones, en aquest cas, vibren de baix cap a dalt i al revés, mentre que el moviment ondulatori el fan en el que seria el seu pla perpendicular.

### Tipus d’ones segons el medi en què es propaguen
-  Electromagnètiques: Les ones d’aquest tipus són les que es propaguen al llarg de l’espai, sense necessitat d’un material físic per fer-ho; són capaces de desplaçar-se fins i tot pel buit. Les ones de llum o inclús de calor en són bons exemples. Aquestes ones poden tenir orígens ben diferents: la repulsió o l’atracció entre càrregues elèctriques que siguin positives i negatives.
-  Mecàniques: Al contrari de les anteriors, aquestes ones sí que necessiten matèria per poder propagar-se, ja que requereixen les seves propietats, com passa amb les onades del mar, els terratrèmols o inclús amb el so. D’aquesta manera, les ones mecàniques tenen tres elements que les caracteritzen. El primer d’aquests és que necessiten un medi per desplaçar-se. El segon és que el medi ha de ser el que propagui el que es denomina pertorbació. El tercer és que aquesta font siguin la que origina la pertorbació.

### Tipus d’ones segons les dimensions de propagació
-  Unidimensionals: Tal com indica el seu nom, aquestes ones només es propaguen en una sola direcció, al llarg de l’espai. Arran d’això, la seva font es caracteritza per ser tant paral·lela com plana, per tal que la direcció de l'ona sigui en una sola direcció.
-  Bidimensionals: Novament, tal com indica el seu nom, aquestes ones són les que es desplacen en dues direccions. També són conegudes com a ones superficials i es caracteritzen per tenir propagacions que poden ser en qualsevol orientació.
-  Tridimensionals: Aquestes ones són les que es propaguen per tres direccions diferents, d’aquí el seu nom. També són anomenades ones esfèriques, ja que es caracteritzen per ser cercles concèntrics que es van expandint en diverses direccions a partir de la font de pertorbació. En són alguns exemples les ones sonores, tan influents en el món de la comunicació audiovisual.

### Tipus d’ones segons la seva periodicitat
-  No periòdiques: Aquestes ones tenen una pertorbació que es dona de manera aïllada.
-  Periòdiques: En oposició a les ones anteriors, aquestes tenen una repetició periòdica amb la qual es dona la pertorbació i d’aquesta manera formen cicles repetitius.

### Les ones més comunes
-  Gravitacionals: Aquestes ondulacions es donen tant en temps com en espai i s’originen a partir d’un cos caracteritzat per la seva acceleració. Aquestes ones es propaguen a la velocitat de la llum. Avui en dia encara no se n’ha pogut identificar cap, simplement han estat plantejades en la teoria de la relativitat d’Albert Einstein.
-  Sonores: Aquestes ones es caracteritzen per originar-se a partir de compressió i posterior expansió pel medi a partir del qual es desplacen. A més, es defineixen per ser longitudinals, així com també mecàniques. S’ha de tenir en compte que aquestes ones no sempre són captades per l’orella humana.
-  Onades: Aquestes ones es caracteritzen per originar-se entre l’oceà i l’atmosfera. Són ones sísmiques, ja que es desplacen per mitjà d'un medi material. Aquestes ones són originades per ràfegues de vent i poden afectar la natura: tsnumanis, huracans, nivell del mar...
-  Sísmiques: Ones com aquestes són les que es produeixen a conseqüència d’alguna explosió o terratrèmol, es propaguen per mitjà del sòl i en totes direccions. Les ones sísmiques poden ser tant internes com externes. Les primeres es propaguen amb major velocitat que les segones. Aquestes ones són summament destructives per la força amb què es produeixen.
-  Llum: Aquestes ones s’ubiquen dins de les electromagnètiques, ja que no requereixen cap matèria per propagar-se, sinó que poden fer-ho pel buit. A més, tot i això, poden ser captades per l’ull humà. Aquestes ones es desplacen a més velocitat en la matèria que no pas en el buit.